# Нејтан Дијаз
Нејтан Доналд Дијаз (рођен 16. априла 1985. године) је амерички професионалац у ММА ("mixed martial arts" (MMA)), тренутно је под уговором са УФЦ-ом ("Ultimate Fighting Championship" (UFC)). Дијаз је млађи брат бившег шампиона у средњој категорији "Strikeforce" и у средњој категорији "WEC", Ник Дијаза. Пре потписивања за УФЦ, Дијаз се такмичио у "World Extreme Cagefighting", "Strikeforce" и "Pancrase". Он је у УФЦ-у од освајања Ултимат фајтер 5. Дијаз је повезан са Жоом Лаузоном за другу највећу УФЦ бонус награду, а укупно их је 15. Нејт Дијаз, заједно са Конорпм Макгрегором, је држао рекорд за највећу УФЦ откупну стопу за плаћање по гледању за њихово такмичење на УФЦ 202, све док га није сломио са стопом од УФЦ 229.

## Живот
Дијаз је рођен и одрастао у Стоктон-у у Калифорнији са његовим братом Ник Дијазом и ишао је у средњу школу "Tokay". Са 11 година почиње да тренира ММА са својим братом, Ником. Дијазов брат Ник Дијаз је такође професионални ММА борац. Обојица су заговорници за канабис. Они тренутно држе школу Бразилске џијуџице у Стоктону, Ник Дијаз академију и оснивачи ЦБД компаније "Game Up Nutrition". Био је веган кад је имао 18 година али признао је да је јео рибу с времена на време. На дан 20. јуна 2018. године објављено је да се Дијазова девојка породила и да је Нејт Дијаз добио ћерку.

## ММА каријера

### Рана каријера
Пре УФЦ-а, Дијаз се углавном такмичио за ВЕЦ ("World Extreme Cagefighting" (WEC)). 2006. године, у ВЕЦ 24, борио се за титулу у ВЕЦ лакој категорији против тадашњег шампиона Хермес-а Франца, изгубио је због предаје у другој рунди. То је био последњи догађај који је одржао ВЕЦ пре него што га је преузео Зуфа, ЛЛЦ, тада матична компанија УФЦ-а.

### УФЦ

#### Ултимативни борац 5
Дијаз се такмичио у УФЦ 5, у лакој категорији, борио се са Џенс Пулвер-овим тимом. У прелиминарној колу, Дијаз је победио Роб Емерсон-а предајом. У четвртфиналу победио је колегу из истог тима Кореј Хил-а потезом троугао који је натерао Хила да се преда, у првој рунди. У полуфиналу Дијаз је победио члана Пен тима, Грај Мајнард-а, такође после предаје противника. Дошао је до финала где се сусрео са колегом из тима, Манвел Гамбурјан-ом. Дијаз је победио, Гамбурјан је био присиљен да преда меч у другој рунди због повреде десног рамена. Са том победом, Дијаз је постао шампион УФ 5.

#### 2008
После победе над Алвин Робинсон-ом и Јуниор Асукана путем предаје, Дијаз је тражио чвршће противнике. Добио је меч са Курт Пелегрино-м у УФЦ борбеној ноћи 13. Дијаз је победио Пелегрина уз помоћ потеза "троугао" у другој рунди. После гушења троуглом, Дијаз се попео на ограду и показао два средња прста ка публици пре него што се Пелегрино предао. Дијаз је победио ветерана Џош Нир-а одлуком судија у главном догађају УФЦ ноћи 15.

#### 2009
Дијаз се тада борио против некадашњег првака у лакој категорији "Strikeforce" Клај Гајд-а у УФЦ 94, изубивши након сплит одлука. Гајда је користио своје рвање да би бацио Дијаза на под неколико пута. Гајда је добио меч сплит одлуком, и то је био Дијазов први пораз у УФЦ-у, који је такође био деби по плати по гледању.
Дијаз је упознао УФЦ шампиона и бившег шампиона средње категорије у "King of the Cage" Џоа Стевенсон-а у УФ 9 финалу. Стевенсон је оборио Дијаза током три рунде и Дијаз је изгубио једногласном одлуком.
Након два узастопна пораза одлуком, Дијаз је био плаћен од наслова УФЦ борилачке ноћи 19 против Мелвин Гиљард-а. Дијаз је победио предајом противника уз помоћ потеза дављења под називом "гиљотина" у другој рунди.

#### 2010
Дијаз се сусрео са Греј Мајнард-ом 11. јануара 2010. године у главном догађају УФЦ борбене вечери 20. То је био њихов реванш јер су се њих двојица срели у полуфиналу лаке категорије у ТУФ 5 где је Дијаз победио. Дијаз је изубио од Мајнарда контраверзном одлуком.
После три пораза од четири борбе, Нејт размишља да направи стални прелазак из лакше у тежу категорију, рекавши  " Не зарађујем довољно новца да бих стално мршавио толико за меч, због тога бих волео да се бије у категорији од 170лб и да стално будем на 155лб."
Дијаз је дебитовао у средњој категорији 27. Мартса 2010. године у УФЦ 111 против Рори Мархам-а. Током мерења за меч, Мархамова тежина је била 177лб, док је Дијазова тежина била у лимиту за средњу категорију, 171лб. Овај меч је био промењен у борбу са килажом. Дијаз је победио у првој рунди техничким нокаутом (ТКО).
После победе над Мархамом, Дијаз је одлучио да ће се борити у обе категорије. Његова следећа борба је била у средњој категорији против бившег професионалног боксера Маркус Дејвис-а 28. августа 2010. године за УФЦ 118. Дијаз је завршио Дејвиса после гушења гиљотином у финалној рунди. Тај меч је зарадио награду за борбу вечери.

#### 2011
Дијаз је изгубио, једногласном одлуком, јужнокорејског борца Донг Хин Ким-а 1. јануара 2011. године на УФЦ 125. Дијаз се борио против Рори Макдоналд-а 30. априла 2011. године за УФЦ 129. Дијаз није могао много да исправи прекршај и изгубио је једногласном одлуком. Због низа пораза, Дијаз је одлучио да се врати назад у лаку категорију.
Дијаз је изгубио од бившег шампиона лаке категорије "PRIDE" Таканори Гоми-ја 24. септембра 2011. у УФЦ 135. Изгубио је приликом предаје због "армбар" потеза. Због своје борбе заслужио је почаст под називом "Предаја вечери".
Дијаз је победио Доналд Керон-а у УФЦ 144, једногласном одлуком. У тој борби обојица су заслужили награду за борбу вечери. Иако га је Керон оборио са ногу неколико пута уз помоћ ударца ногом, Дијаз је тад имао један од најбољих мечева у каријери.

#### 2012
Нејт Дијаз, након неколико година тренинга, коначно добија црни појас за Бразилску џију-џицу од стране Цезара Гарсије. Он је добио свој црни појас месец дана пре борбе са борцем који такође има црни појас за Бразилску џију-џицу, Џим Милер-ом.
Дијазов сусрет са Џим Милер-ом је био 5. маја 2012. године у УФЦ Фокс 3. Дијаз је био бољи од Милера у већем делу прве рунде. Све до краја друге рунде, Милер је покушавао да заврши Дијаза али он се супротстављао томе и успео је да преокрене са котрљајућом гиљотином. Присилно тапкање је завршило меч на 4:09 до краја друге рунде. Дијаз је добио награду за издржавање вечери. Такође, то је био први пут да је Милер заустављен у својој ММА каријери.
Дијаз се сусрео са Бенсон Хендерсон-ом 8. децембра 2012. године у УФЦ Фокс 5, у главном догађају вечери за лаку категорију. Дијаз је изгубио једногласном одлуком. Три недеље пре почетка шампионата, Дијаз је потписао осам борби за УФЦ.

#### 2013
Дијаз се сусрео са бившим шампионом лаке категорије у "Strikeforce" Џош Томсон-ом 20. априла 2013. године у УФЦ Фокс 7. Изгубио је меч техничким нокаутом (ТКО) због јаких удараца, док је његов брат Ник Дијаз у том тренутку убацио пешкир у октагон да би сигнализирао судији да прекине меч. 16. маја 2013. Дијаз је суспендован од стране УФЦ због кршења УФЦ кодекса на свом Твитер-у. На крају је био суспендован на 90 дана и новчаном казном од 20 000 долара.
Меч са Греј Мајнард-ом одигран је 30. новембра 2013. године као главни догађај финала "The Ultimate Fighter". Дијаз је победио техничким нокаутом у првој рунди. Тај технички нокаут му је донео награду за нокаут вечери.

#### 2014
5. маја 2014. године. Нејт Дијаз и његов колега УФЦ борац ТЈ Гарнт су избрисани са УФЦ листе лакте категорије јер по сматрању УФЦ-а нису били активни. После нешто више од годину дана, Дијаз се враћа мечом против Рафаел Дос Ањос-а 13. децембра 2014. у УФЦ Фокс 13. Дијаз је промашио килажу, био је на 160.6. Добио је додатно време да се спусти на лимит за лаку категорију и спао је на 155.2. Међутим, кажњен је са 20% који су додати противнику Рафаелу. Због свега тога, Дијаз није био мотивисан за меч и изгубио је једногласном одлуком судија (30–26, 30–26 и 30–27).

#### 2015
Дијаз је био кратко повезан за меч у средњој категорији са Мат Браун-ом 11. јула 2015. Међутим, средином Априла, Браун је објавио да ће то бити прекинуто.
После поновне паузе од преко годину дана, Дијаз се враћа и сусреће се са Мајкл Џонсон-ом 19. децембра 2015. године у УФЦ Фокс 17. Победу је однео једногласном одлуком судија након апсолутне боксерске предности над Џонсоном и наставио је да приказује бахате потезе на националној телевизији. Обојица су награђени за борбу вечери.

#### 2016
Дијаз је постављен као замена за меч са Конор Макгрегор-ом, због повреде Рафаел Дос Ањос-а, 5. Марта 2016. године. у УФЦ 196. Пошто је Дијаз имао само једанаест дана да се спреми, меч је био одржан у средњој категорији (170 лбс) јер није имао времена да смањи тежину. Дијаз је однео победу у мечу јер се Конор предао у другој рунди. Овај меч је Дијазу донео девету победу предајом противника у УФЦ, и постављен је на друго место иза Ројс Гарсије. Обојица су били награђени за борбу вечери и Дијаз је такође добио награду за перформансу вечери.
Реванш са Конор Макгрегором је заказан за 9. јул 2016. у УФЦ 200. Међутим, 19. априла, УФЦ је објавио да је Макгрегора повучен са догађаја зато што није испоштовао медијску конференцију везану за борбу која је била у Лас Вегасу. Борба са Макгрегором је била одложена и догодила се следећег месеца поново у средњој категорији у УФЦ 202. Дијаз је реванш изгубио одлуком већине. На мечу је поново додељена награда за борбу вечери.
За време конференције после борбе УФЦ 202, Дијаз је прекршио УСАДА правило пушењем ЦБД-а у року од четири сата након борбе. Није био кажњен јер се ЦБД не сматра ПЕД-ом. УСАДА је променила своја правила и убрзо после је уклонила ЦБД са забрањене листе.

#### 2018
Након паузе од две године, 3. августа 2018, године објављено је да ће се Дијаз вратити и борити у лакој категорији против Дустин Поириер-а. Очекивало се да ће ова борба бити главна борба у УФЦ 230. Међутим, 9. октобра 2018. објављено је да се Поириер повлачи због повреде и због тога се меч отказује.

#### 2019
Нејт Дијаз се вратио такмичењу 17. августа 2019. у УФЦ 241. Сусрео се са Антони Петис-ом у средњој категорији. Са доминантнијом перформансом, победио је уз једногласну одлуку.
Дијаз се сусрео са Јорг Масвидал-ом 2. новембра 2019. у главном догађају УФЦ 244. У јединственој ситуацији, председник УФЦ-а Дана Вајт потврдио победнички БМФ појас. Масвидал је победио техничким нокаут. Доктор је зауставио меч између треће и четврте рунде у кавезу јер је видео повреду изнад Дијазовог десног ока због чега није могао да настави борбу.

## Награде
- УФЦ
  - Ултимативни фајтер 5 победник
  - Борба вечери (Осам пута)
  - Нокаут вечери (једном)
  - Перформанса вечери (једном)
  - Издржљивост вечери (једном

- Вариорс куп
  - Шампион лаке категорије ВЦ
- ММАџанки
  - 2016 Март Борба месеца
  - 2016 Август Борба месеца
  - 2019 Новембар Борба месеца

## Професионална ММА каријера
| Професионални рекорди |           |           |
| 32 борбе              | 12 пораза | 20 победа |
| Нокаутом              | 2         | 5         |
| Предајом              | 1         | 11        |
| Одлуком               | 9         | 4         |

### Борбе
| 20 Победа (5 Т.К.О), 12 Пораза |         |                  |                      |                     |             |                     |
| Резултат                       | Рекорд  | Противник        | Тип                  | Догађај             | Рунда Време | Датум               |
| Пораз                          | 20 — 12 | Јорг Масвидал    | Технички нокаут      | УФЦ 244             | 3 5:00      | 2. новембар 2019.   |
| Победа                         | 20 — 11 | Антони Петис     | Одлука (једногласна) | УФЦ 241             | 3 5:00      | 17. август 2019.    |
| Пораз                          | 19 — 11 | Конор Макгрегор  | Одлука (већине)      | УФЦ 202             | 5 5:00      | 20. август 2016.    |
| Победа                         | 19 — 10 | Конор Макгрегор  | Предаја              | УФЦ 196             | 2 4:12      | 5. Март 2016.       |
| Победа                         | 18 — 10 | Мајкл Џонсон     | Одлука (једногласна) | УФЦ Фокс            | 3 5:0       | 19. децембар 2015.  |
| Пораз                          | 17 — 10 | Рафаел дос Ањос  | Одлука (једногласна) | УФЦ Фокс            | 3 5:00      | 13. децембар 2014.  |
| Победа                         | 17 — 9  | Грај Мајнард     | Технички нокаут      | Ултимативни борац   | 1 2:38      | 30. новембар 2013.  |
| Пораз                          | 16 — 9  | Џош Томсон       | Технички нокаут      | УФЦ Фокс            | 2 3:44      | 20. април 2013.     |
| Пораз                          | 16 — 8  | Бенсон Хендерсон | Одлука (једногласна) | УФЦ Фокс            | 5 5:00      | 8. децембар 2012.   |
| Победа                         | 16 — 7  | Џим Милер        | Предаја              | УФЦ Фокс            | 2 4:09      | 5. мај 2012.        |
| Победа                         | 15 — 7  | Доналд Цероне    | Одлука (једногласна) | УФЦ 141             | 3 5:00      | 30. децембар 2011.  |
| Победа                         | 14 — 7  | Таканори Гоми    | Предаја              | УФЦ 135             | 1 4:27      | 24. септембар 2011. |
| Пораз                          | 13 — 7  | Рој Макдоналд    | Одлука (једногласна) | УФЦ 129             | 3 5:00      | 30. април 2011.     |
| Пораз                          | 13 — 6  | Донг Хјун Ким    | Одлука (једногласна) | УФЦ 125             | 3 5:00      | 1. јануар 211.      |
| Победа                         | 13 — 5  | Маркус Давис     | Предаја              | УФЦ 118             | 3 4:02      | 28. август 2010.    |
| Победа                         | 12 — 5  | Рој Мархам       | Технички нокаут      | УФЦ 111             | 1 2:47      | 27. Март 2010.      |
| Пораз                          | 11 — 5  | Греј Мејнард     | Одлука (сплит)       | УФЦ борбено бече    | 3 5:00      | 11. јануар 2010.    |
| Победа                         | 11 — 4  | Мелвин Гилард    | Предаја              | УФЦ борбено вече    | 2 2:13      | 16. септембар 2009. |
| Пораз                          | 10 — 4  | Џо Стевенсон     | Одлука (већине)      | Ултимативни борац   | 3 5:00      | 20. јун 2009.       |
| Пораз                          | 10 — 3  | Клај Гајда       | Одлука (сплит)       | УФЦ 94              | 3 5:00      | 31. јануар 2009.    |
| Победа                         | 10 — 2  | Џош Нир          | Одлука (сплит)       | УФЦ борбено вече    | 3 5:00      | 17. септембар 2008. |
| Победа                         | 9 — 2   | Курт Пелегрино   | Предаја              | УФЦ борбено вече    | 2 3:06      | 2. април 2008.      |
| Победа                         | 8 — 2   | Алвин Робинсон   | Предаја              | УФЦ борбено вече    | 1 3:39      | 23. јануар 2008.    |
| Победа                         | 7 — 2   | Јуниор Асукано   | Предаја              | УФЦ борбено вече    | 1 4:10      | 19. септембар 2007. |
| Победа                         | 6 — 2   | Манвел Гамбурјан | Технички нокаут      | Ултимативни борац 5 | 2 0:20      | 23. јун 2007.       |
| Пораз                          | 5 — 2   | Хермес Франца    | Предаја              | ВЕЦ 24              | 2 2:46      | 12. октобар 2006.   |
| Победа                         | 5 — 1   | Денис Давис      | Предаја              | Вариор куп 1        | 1 2:00      | 12. август 2006.    |
| Победа                         | 4 — 1   | Жо Харли         | Предаја              | ВЕЦ 21              | 2 2:03      | 15. јун 2006.       |
| Победа                         | 3 — 1   | Гилберт Раел     | Технички нокаут      | ВЕЦ 20              | 1 3:35      | 5. мај 2006.        |
| Победа                         | 2 — 1   | Тони Јуарес      | Технички нокаут      | Страјкфорсе         | 1 3:23      | 10. Март 2006.      |
| Пораз                          | 1 — 1   | Који Оиши        | Одлука (једногласна) | Панкрасе            | 3 5:00      | 27. август 2005.    |
| Победа                         | 1 — 0   | Алеандро Гарсија | Предаја              | ВЕЦ 12              | 3 2:17      | 21. октобар 2004.   |

## Плата по прегледу
| Број        | Догађај     | Борба             | Датум            | Град              | ППВ цена  |
| ----------- | ----------- | ----------------- | ---------------- | ----------------- | --------- |
| 1.          | УФЦ 196     | Макгрегор - Дијаз | 5 Март 2016      | Лас Вегас, Невада | 1,317,000 |
| 2.          | УФЦ 202     | Дијаз - Макгрегор | 20. август 2016  | Лас Вегас, Невада | 1,650,000 |
| 3.          | УФЦ 244     | Максвидал - Дијаз | 2. новембар 2020 | Њујорк, САД       | 925,000   |
| Укупна цена | Укупна цена | Укупна цена       | Укупна цена      | Укупна цена       | 3,892,000 |